# Тайна Николы Теслы
«Тайна Николы Теслы» (серб. Тајна Николе Тесле) — югославский художественный фильм 1980 года, снятый режиссёром Крсто Папичем на киностудии «Загреб филм».

## Сюжет
Биографический фильм-драма повествует о жизни с детства до смерти замечательного изобретателя в области электро- и радиотехники Николы Теслы, серба по происхождению.
О его многолетнем соперничестве с Томасом Эдисоном… 
О том, как были украдены изобретения Теслы, о том, как большая часть его изобретений и вклад в развитие знаний человечества и по сей день остаются загадкой.

## В главных ролях
- Петар Божович — Никола Тесла
- Орсон Уэллс — Джей Пи Морган
- Ойа Кодар — Кэтрин Джонсон
- Строзер Мартин — Джордж Вестингауз
- Деннис Патрик — Томас Эдисон
- Шарль Милло — Адамс
- Борис Бузанчич — Роберт Джонсон
- Ана Карич
- Эдо Перосевич
- Деметр Битенц
- Ваня Драх — Марк Твен
- Игор Гало
- Петар Добрич

## Награды
- 1980 — приз за лучший сценарий на кинофестивале в Врнячка-Баня
- 1980 — приз Петару Божовичу за исполнение главной роли на кинофестивале в Нише
- 1981 — приз Петару Божовичу за исполнение главной роли на кинофестивале в Мадриде[1].